# Online
Az online egy számítástechnikában és a telekommunikációban használatos kifejezés, amely azt jelezi, hogy egy eszköz csatlakozik, csatlakoztatva van-e (online) egy hálózathoz, vagy nincs csatlakoztatva, kapcsolata megszakadt (offline). A modern terminológiában ez általában internetkapcsolatra vonatkozik, de bármely olyan berendezésre vagy funkcionális egységre vonatkozhat, amely nagyobb rendszerhez csatlakozik. Online állapot azt jelenti, hogy a berendezés vagy az alrendszer csatlakoztatva van vagy használatra kész.
Az online szó az interneten végezhető tevékenységekre utal, illetve az interneten elérhető adatokat írja le, például: online álláskeresés, online vásárlás, online bankolás, online kaszinó stb. Hasonló jelentést ad az „e” előtag is, például az e-mail, e-kereskedelem stb. szavakban. Ezzel szemben az offline kifejezés vagy az internetről független számítástechnikai tevékenységekre vagy az internetes tevékenységek alternatíváira utalhat.

## Fordítás
- Ez a szócikk részben vagy egészben  az   Online and offline című angol Wikipédia-szócikk ezen változatának fordításán alapul.  Az eredeti cikk szerkesztőit annak laptörténete sorolja fel. Ez a jelzés csupán a megfogalmazás eredetét és a szerzői jogokat jelzi, nem szolgál a cikkben szereplő információk forrásmegjelöléseként.